# Набиев, Агиль Эльдар оглы
Аги́ль Эльда́р оглы́ Наби́ев (азерб. Nəbiyev Aqil Eldar oğlu; 16 июня 1982, Товуз, Азербайджанская ССР, СССР) — азербайджанский футболист, защитник.
Защищал цвета национальной сборной Азербайджана.

## Биография
Футболом начал заниматься ДЮСШ родного города Товуз. Первый тренер — Векиль Алиев.
С 1999 по 2002 и с 2006 по 2012 защищал цвета команды азербайджанской премьер-лиги — «Олимпик» (Баку). До этого выступал за клубы «Туран» (Товуз) и «Нефтчи» (Баку). Летом 2014 года стал игроком клуба «Араз-Нахчыван». В январе 2015 года вернулся в АЗАЛ. Летом 2017 года возглавил «Шувелян».

## Сборная Азербайджана
В составе национальной сборной Азербайджана дебютировал 6 сентября 2008 года в Кардиффе, во время отборочного матча чемпионата мира 2010 года между командами Уэльса и Азербайджана. Выступал также в составе олимпийской сборной Азербайджана.

## Достижения
- Серебряный призёр премьер-лиги Азербайджана 2007/08 (в составе клуба «Олимпик»).